# السيدة مايزل الرائعة
السيدة مايزل الرائعة (بالإنجليزية The Marvelous Mrs. Maisel) هو مسلسل ويب كوميدي درامي أميركي من إنشاء إيمي شيرمان-بالادينو، عرض لأول مرة على أمازون فيديو في 17 مارس 2017. المسلسل من بطولة راشيل بروسنان بدور ميريام «ميدج» مايزل، وهي ربة منزل في مدينة نيويورك عام 1958، تكتشف أن لديها موهبة في ستاند أب كوميدي. بعد عرض الحلقة الأولى وتلقيها إشادة كبيرة، طلبت أمازون فيديو موسمين من المسلسل في 10 أبريل 2017.
صدر الموسم الأول في 29 نوفمبر 2017 وتلقى مراجعات إيجابية. ربح المسلسل جائزتي غولدن غلوب: أفضل مسلسل وأفضل ممثلة لبروسنان، كما ربح خمسة جوائز إيمي برايم تايم. تم تجديد المسلسل إلى موسم ثالث في 20 مايو 2018، قبل عرض الموسم الثاني، الذي صدر في 5 ديسمبر 2018. في يوليو 2020 تلقى المسلسل 20 ترشيح، ضمن ترشيحات جوائز الإيمي التلفزيونية، كان أحدها ترشيح لجائزة أفضل ممثلة لراشيل بروسنان والتي تلعب دور البطولة في المسلسل.

## الممثلون والشخصيات

### الشخصيات الرئيسية
- رايتشل بروسنان بدور ميريام «ميدج» مايزل[2]، ربة بيت يهودية تكتشف أن لديها مهارة الستاند أب للكوميديا. بعد أن يتركها زوجها تجد وظيفة كفتاة مكياج في أحد المتاجر الكبرى.
- مايكل زيغن بدور جويل مايزل، زوج ميدج المنفصل، الذي يترك ميدج من أجل سكرتيرته. وهو أيضاً يطمح لأن يكون ستاند أب كوميدي، لكنه يعتمد فقط على نكتبوب نيوهارت.
- اليكس بورشتاين في دور سوزي ميرسون، موظفة في مقهى جاسلايت  [لغات أخرى]‏،[3] ثم مديرة أعمال ميدج لاحقاً.
- توني شلهوب بدور إبراهيم «أبي» وايزمان،[4] والد ميدج.
- مارين هينكل بدور روز وايزمان،[5] والدة ميدج.

## الحلقات
| الموسم | الحلقات | الحلقات | الأصلي        | الأصلي         |
| الموسم | الحلقات | الحلقات | الأول         | الأخير         |
| ------ | ------- | ------- | ------------- | -------------- |
| 1      | 8       | 8       | 17 مارس 2017  | 29 نوفمبر 2017 |
| 2      | 10      | 10      | 5 ديسمبر 2018 | 5 ديسمبر 2018  |

## وصلات خارجية
- الموقع الرسمي
- السيدة مايزل الرائعة على موقع IMDb (الإنجليزية)
- السيدة مايزل الرائعة على موقع ميتاكريتيك (الإنجليزية)
- السيدة مايزل الرائعة على موقع روتن توميتوز (الإنجليزية)
- السيدة مايزل الرائعة على موقع أول موفي (الإنجليزية)
- السيدة مايزل الرائعة على موقع فيلمافينيتي (الإسبانية)
- السيدة مايزل الرائعة على موقع كينوبويسك (الروسية)
- السيدة مايزل الرائعة على موقع ألو سيني (الفرنسية)
- السيدة مايزل الرائعة على موقع قاعدة بيانات الفيلم (الإنجليزية)